# Ашхадар
Ашхадар (Шидар) — цар Великої Вірменії з династії Аршакідів у 110–113 роках.

## Правління
Став царем з дозволу римського імператора Траяна. Наступник Бакура II Хосров скинув Ашхадара, а замість нього поставив Партамасіра. Після такої зухвалості римський імператор Траян скасував Рандейську угоду 64 року та почав війну проти парфян. В результаті війни Партамасіра було усунуто від влади, а Вірменія тимчасово стала римською провінцією.